# Suhîi Ielaneț, Nova Odesa
Suhîi Ielaneț (în ucraineană Сухий Єланець) este localitatea de reședință a comunei Suhîi Ielaneț din raionul Nova Odesa, regiunea Mîkolaiiv, Ucraina.

## Demografie
Componența lingvistică a localității Suhîi Ielaneț
     Ucraineană (95,31%)
     Rusă (2,3%)
     Română (1,3%)
     Alte limbi (0,1%)
Conform recensământului din 2001, majoritatea populației localității Suhîi Ielaneț era vorbitoare de ucraineană (95,31%), existând în minoritate și vorbitori de rusă (2,3%) și română (1,3%).